# Peter Koledarov
Peter Koledarov est un historien, cartographe, ethnographe et géographe historique bulgare.
Il est avocat de formation puis historien. Secrétaire administratif de l'Institut d'histoire de l'Académie bulgare des sciences (1950 - 1953). Rédacteur en chef de la Revue historique (1953 - 1967) et secrétaire scientifique pour la géographie historique et la cartographie à l'Institut d'histoire de l'Académie bulgare des sciences (1967 - 1976).
Son étude historique la plus importante est pour les Slaves bulgares en Anatolie, respectivement pour les Slaves d'Asie Mineure. Il est l'auteur d'un ouvrage fondamental sur la géographie politique de la Bulgarie médiévale,.